# Manuel Moreno López
Manuel Moreno López (Sevilla, 3 de febrer de 1815 -Madrid, 22 de novembre de 1868) va ser un polític espanyol, ministre durant el regnat d'Isabel II d'Espanya.

## Biografia
Va estudiar Dret en el seu Sevilla natal i, en concloure els estudis, es va traslladar a Madrid, on es va distingir com a periodista, arribant a ocupar l'adreça els rotatius El Tiempo i d'El Parlamento. De 1846 a 1867 va ser Diputat a Corts per Almadén i Sevilla, arribant a ser ambaixador als Països Baixos, i, posteriorment, Director General de Comptabilitat, Sotssecretari de Governació, i Conseller Reial i d'Estat. En 1863, en el Gabinet que va presidir Manuel Pando Fernández de Pinedo va ocupar el  Ministeri d'Hisenda per assumir al mateix Govern la cartera de Foment; amb caràcter interí va arribar a estar al capdavant del Ministeri d'Ultramar.